# Dicrolene kanazawai
Dicrolene kanazawai is een straalvinnige vissensoort uit de familie van naaldvissen (Ophidiidae). De wetenschappelijke naam van de soort is voor het eerst geldig gepubliceerd in 1958 door Grey.